# Fey von Hassell

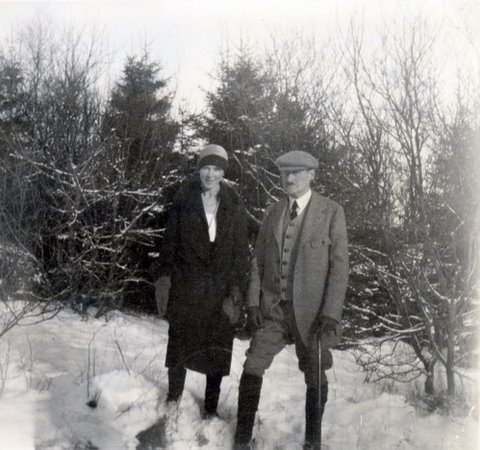
Fey von Hassell mit ihrem Vater Ulrich von Hassell (frühe 1940er-Jahre)

Fey von Hassell (* 22. Oktober 1918 in Berlin; † 12. Februar 2010 im Castello di Brazzà bei Udine, Italien) war eine deutsch-italienische Autorin und Tochter des deutschen Diplomaten und Widerstandskämpfers Ulrich von Hassell.  Aufgrund der Verstrickungen ihres Vaters in das fehlgeschlagene Attentat vom 20. Juli 1944 gegen Adolf Hitler, waren sie und ihre beiden Söhne von 1944 bis 1945 Sippenhäftlinge der SS.

## Leben
Fey von Hassell entstammte dem alten landsässigen Adelsgeschlecht derer von Hassell. Sie wurde als jüngste Tochter des Diplomaten Ulrich von Hassell und dessen Frau Ilse von Tirpitz, Tochter des Großadmirals Alfred von Tirpitz geboren. Sie hatte eine Schwester und zwei Brüder (Almuth, Wolf Ulli und Hans Dieter). Ihre Jugend verbrachte sie in Rom, wo ihr Vater von 1932 bis 1938 deutscher Botschafter beim Königreich Italien war. Sie wohnte in der Villa Wolkonsky, der damaligen deutschen und heutigen britischen Botschaft. In Rom, wo sie zunächst Privatunterricht erhielt und erst ab ihrem fünfzehnten Lebensjahr die Deutsche Schule besuchte, lernte sie auch ihren künftigen Ehemann, den jungen Adligen Detalmo Pirzio-Biroli, kennen, dessen Familie ein Apartment in der Via Panama besaß.

### Ehe und Kinder

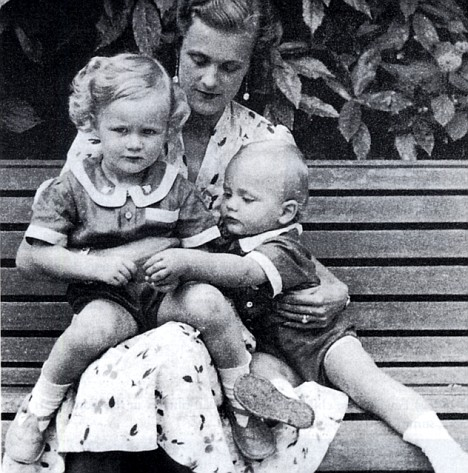
Fey von Hassell mit ihren Söhnen Corrado (links) und Roberto (rechts) (1943)

Fey von Hassell und Detalmo Pirzio-Biroli heirateten am 8. Januar 1939 und zogen auf den Familienstammsitz der Familie Pirzio-Biroli, das Castello di Brazzà, einer Burganlage mit 48 Räumen etwa neun Kilometer nordwestlich Udine im italienischen Friaul. Aus der Ehe gingen zwei Söhne und eine Tochter hervor:
- Corrado Pirzio-Biroli (* 25. November 1940 in Udine), italienischer Diplomat und Beamter der Europäischen Kommission, 1944–1945 in Sippenhaft.
- Roberto Pirzio-Biroli (* 25. Februar 1942),[5] Architekt und ehemaliger Lektor an der Universität für Weiterbildung Krems, 1944–1945 in Sippenhaft.
- Vivian Pirzio-Biroli (* 1948; † 1993),[6] verheiratet mit dem 1941 in Boston geborenen David Forbes-Watt, einem Mitarbeiter der FAO der Vereinten Nationen.[7][8]

### Sippenhäftling der SS
Im Zweiten Weltkrieg wurde das Castello di Brazzà im September 1943 im Rahmen der als Fall Achse geplanten Besetzung Italiens durch deutsche Truppen, zunächst von SS-Truppen requiriert und später von der Wehrmacht.
Am 8. September 1944 wurde ihr Vater wegen dessen Beteiligung am Unternehmen Walküre hingerichtet. Am nächsten Tag wurde Fey von Hassell im Auftrag der SS als Sippenhäftling verhaftet und ins Gefängnis nach Udine gebracht, wo sie nach zehn Tagen wieder entlassen wurde. Die nächsten Tage verbrachte sie unter Hausarrest im Castello di Brazzà. Am 27. September wurde sie erneut verhaftet und mit ihren beiden Söhnen nach Innsbruck gebracht. Dort wurden ihr die Kinder weggenommen und an einem ihr unbekannten Ort in einem von der SS kontrollierten Kinderheim untergebracht.
Am 22. Oktober 1944, ihrem 26. Geburtstag, wurde Fey von Hassel nach Grunwald (heute Zieleniec) in Niederschlesien transportiert. In diesem Teilort von Bad Reinerz (heute Duszniki-Zdrój in Polen) befand sich das nach 1945 abgebrannte Hotel „Hindenburg-Baude“, das von der SS für Sippenhäftlinge reserviert worden war. Hier lebte sie die nächsten Wochen zwar als Gefangene, aber relativ komfortabel zusammen mit Angehörigen der Familien von Stauffenberg, Goerdeler, von Hofacker u. a. Sippenhäftlingen des 20. Juli. Am 30. November ging es weiter zum Konzentrationslager Stutthof, wo Typhus, Scharlach und Ruhr unter den Sippenhäftlingen ausbrachen. Als sich die russischen Truppen von Osten näherten, wurde die Gruppe in ein Lager in Matzkau (heute Maćkowy) verlegt, wo eine der Sippenhäftlinge, Anni von Lerchenfeld, an ihrer Krankheit verstarb.
Über Danzig, Stettin, Eberswalde und Berlin führte die Reise weiter ins Konzentrationslager Buchenwald, wo die Gruppe am 2. März 1945 ankam. Hierher hatte die SS bereits zahlreiche weitere Sonder- und Sippenhäftlinge gebracht. Über Weiden in der Oberpfalz, Regensburg und sechs Tage Aufenthalt in einer Schule in Schönberg ging es weiter zum Konzentrationslager Dachau.

### Befreiung in Südtirol
Von Dachau ging es nach zehn Tagen am 25. April 1945 in einem Transport von über 140 Sonder- und Sippenhäftlingen weiter nach Südtirol. Dort wurden die Gefangenen am 30. April 1945 in Niederdorf durch die Wehrmacht aus den Händen der SS befreit. Fey von Hassells Beschreibung der Ereignisse in Niederdorf weicht allerdings erheblich von den tatsächlichen Geschehnissen ab.

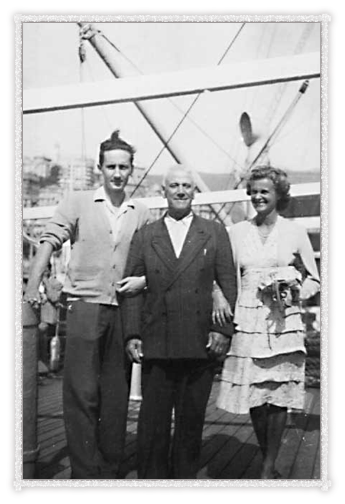
Fey von Hassell mit Ehemann Detalmo Pirzio-Biroli (links) (1945)

Am 4. Mai 1945 übernahmen eintreffende Truppen der United States Army die ehemaligen Häftlinge, die inzwischen in dem heute noch existierenden Hotel am Pragser Wildsee einquartiert worden waren. Vom 8. Mai an wurden sie von den Amerikanern in mehreren Gruppen mit Bussen nach Verona und von dort aus auf dem Luftweg nach Neapel verlegt. Fey von Hassel verließ den Pragser Wildsee am 10. Mai. Zusammen mit den meisten anderen deutschen Sippenhäftlingen wurde sie im heute nicht mehr existierenden Hotel „Paradiso Eden“ in Anacapri auf der Insel Capri interniert. Dort holte sie Ende Mai ihr italienischer Ehemann, der im italienischen Widerstand untergetaucht war, nach anderthalb Jahren Trennung ab. Als sie am 28. Mai auf Capri ein kleines Abschiedsfest für die Stauffenbergs und Hofackers gaben, hatten sie nicht die geringste Ahnung, wo sich ihre beiden Söhne befanden.

### Erfolgreiche Suche nach den Söhnen
Das Castello di Brazzà bei Udine war inzwischen von US-Truppen requiriert worden und diente bis 1947 der Luftwaffe als Quartier. Dennoch konnte Fey von Hassel dort notdürftig unterkommen, wohingegen ihr Mann in Rom arbeitete. Kurz nach dem Krieg war es nicht möglich, eine Reisegenehmigung für Österreich oder Deutschland zu erhalten, sodass sie dort nicht nach ihren Kindern suchen konnten.
Ihre Mutter, Ilse von Tirpitz, und ihre Schwester Almuth, die in Ebenhausen bei München lebten, machten sich mit großer Hartnäckigkeit auf die Suche nach Corrado und Roberto. Anfang Juli 1945 spürten sie die beiden auf Basis glücklicher Zufälle in einem ehemaligen Kinderheim der Nationalsozialistischen Volkswohlfahrt (NSV) im Wiesenhof bei Hall in Tirol auf. Dort waren sie als „Vorhof“-Brüder (Vorhof – von Hassell) untergebracht. Dies war zehn Tage bevor das Kinderheim aufgelöst wurde und die beiden Kinder zur Adoption freigegeben worden wären.
Auf Grund der schlechten Kommunikationsmöglichkeiten nach dem Krieg, erfuhr Fey von Hassel erst Monate später, dass ihre Kinder inzwischen bei der Großmutter in Ebenhausen lebten. Ende Oktober 1945 – dreizehn Monate nach der Trennung von ihren Söhnen – gelang es ihr schließlich, zusammen mit ihrem Ehemann nach Deutschland zu reisen und die beiden in Empfang zu nehmen.

### Weiteres Leben
Fey von Hassell brachte 1948 als drittes Kind ihre Tochter Vivian zur Welt und lebte bis zu ihrem Tode überwiegend in Rom und auf Castello di Brazzà bei Udine. Ihr Ehemann Detalmo Pirzio-Biroli machte Karriere bei der EWG und war später Berater in Afrika.
1987 brachte Fey von Hassell bei einem Verlag in Brescia eine erste Version ihrer Erinnerungen in italienischer Sprache auf den Buchmarkt. Diese diente als Vorlage für die 1989 unter Mitarbeit ihres amerikanischen Schwiegersohns David Forbes-Watt verfasste englische Ausgabe, die in New York unter dem Titel Hostage of the Third Reich. The Story of My Imprisonment and Rescue from the SS erschien. Dieses Buch wurde auch in deutscher und französischer Übersetzung veröffentlicht. Die Verfilmung unter dem Titel I figli strappati (italienisch für Die entrissenen Kinder) im italienischen Fernsehen konnte sie 2006 noch miterleben.
Vier Jahre nach ihrem Ehemann starb sie im Jahre 2010 im Alter von 91 Jahren auf Castello di Brazzà.

## Werke
- Hostage of the Third Reich. The Story of My Imprisonment and Rescue from the SS. Edited by David Forbes-Watt. Macmillan, New York 1989, ISBN 0-684-19080-X; pocketbook edition as: A Mother's War. The True Story of a Woman's Capture by the Nazis - and Her Courageous Struggle to Reunite with Her Family. Berkley Books, New York, 1992, ISBN 0-425-13475-X; a shorter version was published in Italian as Storia Incredibile. Editrice Morcelliana, Brescia, 1987.
- Niemals sich beugen. Erinnerungen einer Sondergefangenen der SS. Piper, München u. a. 1990, ISBN 3-492-03352-0.
- Les jours sombres: le destin extraordinaire d’une Allemande antinazie. Denoël, Paris 1999, ISBN 978-2207249246.
- I figli strappati. 1932–1945: dall’ambasciata di Roma ai lager nazisti. Edizioni dell’Altana, Rom 2000, ISBN 978-8886772211.

## Verfilmung
Von ihrer Trennung von ihren Söhnen handelt ein im Jahre 2006 in Italien produzierter zweiteiliger Fernsehfilm I figli strappati (italienisch für Die entrissenen Kinder), in der ihre Rolle von Antonia Liskova verkörpert wird.
In der 2014 bis 2015 gedrehten zweiteiligen deutschen Dokumentarserie Wir, Geiseln der SS wird die Befreiung in Südtirol aus der Perspektive von Fey von Hassell als Ich-Erzählerin, gespielt von Henriette Schmidt, dargestellt.